# デュッセルドルフ中央駅

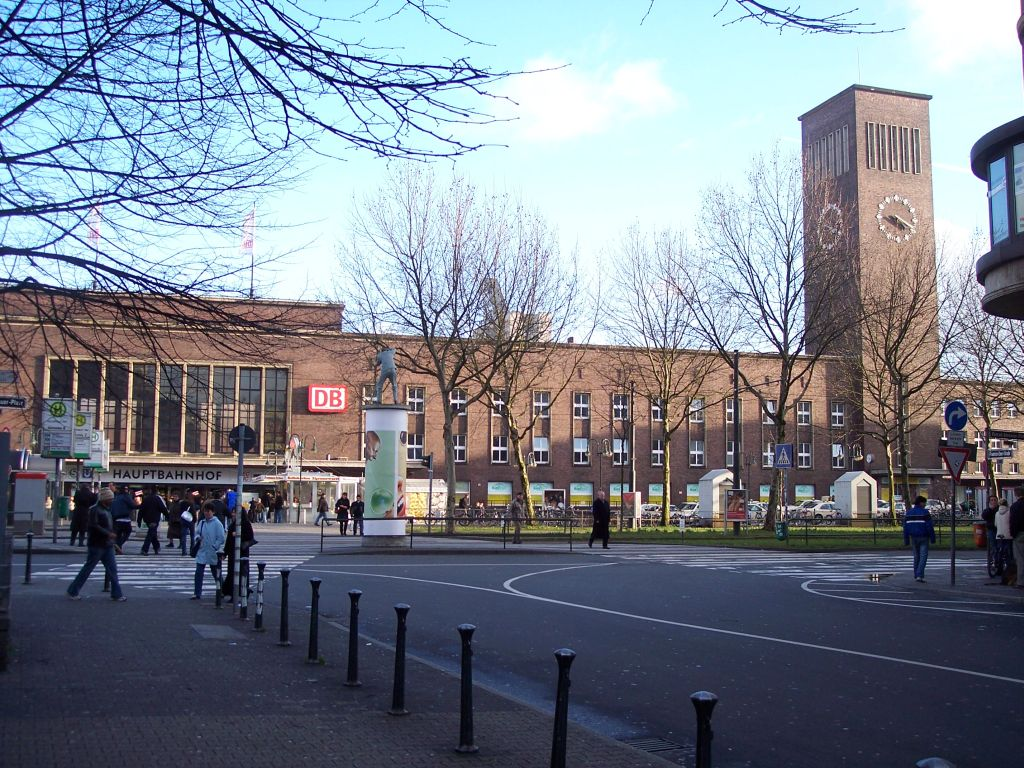
駅舎

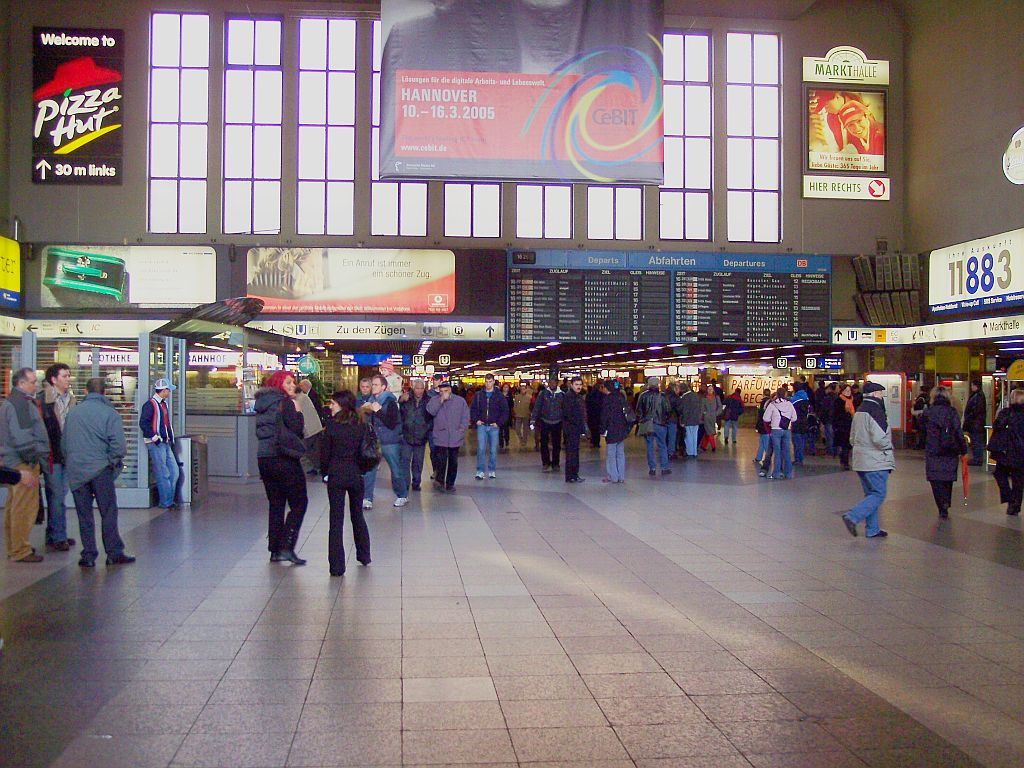
駅構内

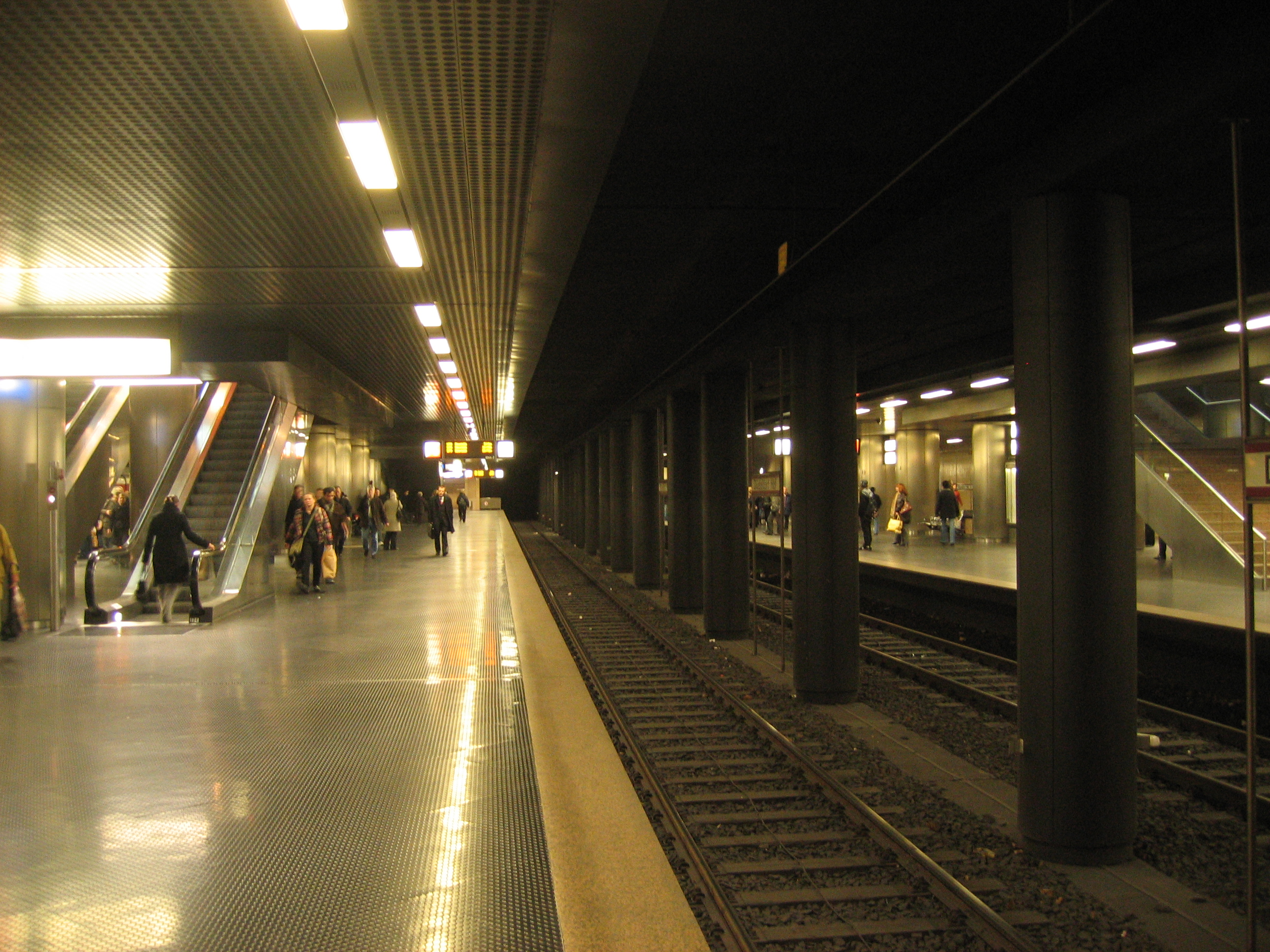
地下ホーム

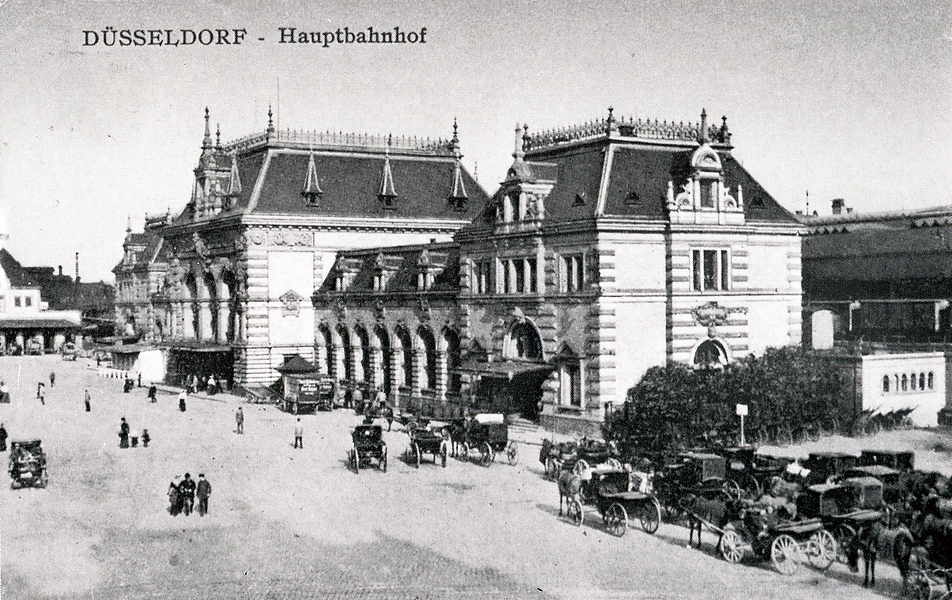
初代駅舎　1900年頃

デュッセルドルフ中央駅(デュッセルドルフちゅうおうえき、de:Düsseldorf Hauptbahnhof,Düsseldorf hbf)はドイツノルトライン＝ヴェストファーレン州の州都デュッセルドルフにあるドイツ鉄道の主要鉄道駅である。

## 歴史
駅が開業したのは1891年である。3つの私鉄の駅を統合する形で市街地のやや東よりに建設された。1920年代には駅舎は手狭となり、建て替えが計画された。新駅舎はそれまでの古典主義的な建築様式とは一線を画すモダニズム建築として設計された。これはヴッパータールにあるReichsbahn(鉄道管理局)の理事会の指示によるものである。駅舎は1936年に完成した。特徴的な時計塔が駅舎の左翼に配置され、蒸気機関車の給水塔の役目も果たしていたが、後に内部の水槽は撤去された。工業の盛んな地域に位置するデュッセルドルフ中央駅は旅客と貨物の両面で重要な役割を果たすようになっていった。
1985年までに大規模な改修工事が行われ、プラットホームに現在も使われている屋根が取り付けられ、中央通路内にレストランや旅行センターなどが設けられた。
シュタットバーン(ライトレール)が駅直下に乗り入れている。エレベーターの設置や古い切符売り場やフードコートの改造が行われ、Oberbilk地区方面の西口には製鋼所跡に新しいオフィスビルが建設されている。以前の1等待合所はホテルやディスコテックなどに改装されている。2005年に若干の改装が行われ、1985年からあったトイレのスペースはファーストフードレストランのために取り壊され、小規模な1等用ラウンジ(DBラウンジ)が北側の旅客用通路トンネルに設置されている。また、現在の防火基準に合わないため、旅客通路トンネルに設置されている情報案内装置は取り替えられる予定になっている。

## 運行
デュッセルドルフ中央駅は毎日25万人の旅客に利用されており、ドイツ国内では上位10駅に名を連ねる繁忙な駅となっている。ICEをはじめ、ユーロシティ、CNLやユーロナイトなどの近隣諸国やドイツ国内を結ぶ都市間夜行列車、レギオナルエクスプレスやレギオナルバーン、Sバーンなどのローカル、近郊列車など様々な列車が乗り入れている。ライン・ルール地区のSバーン網と地域交通網はライン・ルール運輸連合に統合されている。駅前に乗り入れる路面電車や地下に乗り入れているシュタットバーンはラインバーンにより運行されている。

## 駅データ
- DB駅コード: ED
- IATA空港コード: QDU
- 駅カテゴリー　1
- 番線数 
  - ドイツ鉄道　16線
  - シュタットバーン　4線(地下)
  - 路面電車　6線(駅前)
- 1日当たりの旅客数　250,000人